# Herman (Aav)
Herman, imię świeckie Herman Aav (ur. 2 września 1878 w Hellamaa, zm. 14 stycznia 1961 w Kuopio) – fiński biskup prawosławny pochodzenia estońskiego, zwierzchnik Fińskiego Kościoła Prawosławnego w latach 1925–1960.

## Życiorys

### Młodość i działalność w Estonii
Był synem psalmisty cerkiewnego i nauczyciela. W 1900 ukończył prawosławne seminarium duchowne w Rydze, po czym został zatrudniony jako psalmista w cerkwi św. Marii Magdaleny w Haapsalu; w tej samej miejscowości pracował jako nauczyciel. W 1904, po zawarciu związku małżeńskiego, przyjął święcenia diakońskie, a następnie kapłańskie, z rąk arcybiskupa ryskiego i mitawskiego Agatangela. Do 1923 służył w różnych parafiach na ziemiach estońskich; od 1911 do 1923 był ponadto dziekanem dekanatu Saremy. W latach I wojny światowej był zmuszony przerwać działalność duszpasterską i utrzymywać się z pracy w instytucjach cywilnych. W 1920 wszedł w skład organów zarządzających powstałego po uzyskaniu niepodległości przez Estonię autonomicznego Estońskiego Kościoła Prawosławnego. W 1921 zmarła jego żona. Duchowny sam opiekował się sześciorgiem dzieci. 
W 1922 otrzymał nominację na biskupa narewskiego, wikariusza eparchii tallińskiej. Jednak w tym samym roku kolegium zarządzające Fińskim Kościołem Prawosławnym zwróciło się do patriarchy konstantynopolitańskiego Melecjusza IV z prośbą o wyświęcenie ks. Aava na biskupa, ale w ramach tej właśnie struktury, nie zaś Kościoła Estońskiego, z tytułem biskupa sortawalskiego, wikariusza eparchii helsińskiej. Chirotonia nowego hierarchy miała być środkiem na drodze do uzyskania niezbędnej do uzyskania autokefalii liczby biskupów. Patriarcha zaaprobował takie rozwiązanie mimo protestów arcybiskupa fińskiego i wyborskiego Serafina, który twierdził, że bez jego zgody nie może zostać wyświęcony biskup pomocniczy kierowanej przez niego eparchii.

### Biskup w Fińskim Kościele Prawosławnym
W maju 1923 Herman Aav przyjął obywatelstwo Finlandii i na stałe przeprowadził się do tego państwa. 8 czerwca tego samego roku został wyświęcony na biskupa, nie składając uprzednio (zgodnie z tradycją) ślubów mniszych, lub też (według innych autorów) składając jedynie niższe śluby w riasofor, nie zmieniając imienia. 
W listopadzie 1923 objął godność biskupa karelskiego. W tym samym miesiącu patriarcha moskiewski i całej Rusi Tichon wraz z Synodem Rosyjskiego Kościoła Prawosławnego zaapelował do Synodu Fińskiego Kościoła Prawosławnego o powrót w dotychczasową (tj. rosyjską) jurysdykcję, uznając, że sytuacja wewnętrzna Patriarchatu Moskiewskiego została na tyle ustabilizowana, że nie jest już potrzebna czasowa kontrola Patriarchatu Konstantynopolitańskiego nad strukturami prawosławnymi w Finlandii. Fiński Kościół Prawosławny odpowiedział negatywnie na apel, informując, iż podporządkowanie się Konstantynopolowi jest nieodwołalne. W tym samym roku arcybiskup fiński Serafin został zmuszony do rezygnacji z urzędu, z powodu niechęci do uznania języka fińskiego za oficjalny język liturgiczny Kościoła. W 1925 Sobór Fińskiego Kościoła Prawosławnego wybrał biskupa Hermana na jego następcę, nadając mu tytuł arcybiskupa karelskiego i całej Finlandii.

### Arcybiskup karelski i całej Finlandii
Pod naciskiem władz fińskich arcybiskup Herman zgodził się zmienić obowiązujący w Kościele kalendarz liturgiczny z juliańskiego na nowojuliański, zakładający wyliczanie dat świąt ruchomych według kalendarza gregoriańskiego. Decyzja ta spotkała się ze sprzeciwem części wiernych, w tym większości mnichów największej wspólnoty monastycznej Kościoła – Wałaamu. Mimo tego arcybiskup kontynuował politykę fennicyzacji Kościoła, nakazując umieszczanie na ikonach napisów w języku fińskim w miejsce cerkiewnosłowiańskiego, wznoszenie nowych cerkwi w stylu podobnym do świątyń luterańskich lub w stylu bizantyjskim (nie zaś bizantyjsko-rosyjskim), zezwalając na nienoszenie przez duchownych rias i krzyży prawosławnych poza świątyniami, obcinanie włosów i golenie bród. Podjęto również prace nad przekładami literatury religijnej na język fiński. Arcybiskup Herman podjął równocześnie działania misyjne wśród fińskojęzycznej ludności Karelii, zaś w 1930 powołał do życia kursy dyrygentów chórów cerkiewnych.
Uczestniczył w spotkaniach hierarchów Kościołów prawosławnych w Rydze w 1924 oraz w Pradze w 1928, utrzymywał bliskie kontakty ze zwierzchnikami Estońskiego i Łotewskiego Kościoła Prawosławnego. W 1935 został nagrodzony prawem noszenia białego kłobuka przez patriarchę konstantynopolitańskiego Focjusza II. 
W 1940 założył Monaster Nowy Wałaam, w którym zamieszkali mnisi monasterów Wałaamskiego i Koniewskiego zbiegli ze swoich wspólnot po zajęciu terenów, na których się znajdowały, przez ZSRR.
Przed końcem II wojny światowej część duchowieństwa i wiernych Kościoła Fińskiego zadeklarowała chęć przejścia w jurysdykcję Rosyjskiego Kościoła Prawosławnego. Z tego powodu arcybiskup Herman wiosną 1945 zwrócił się do patriarchy moskiewskiego i całej Rusi Aleksego I z gratulacjami z okazji wyboru na patriarchę. W dalszej korespondencji z patriarchą sugerował, by kwestia statusu kanonicznego Fińskiego Kościoła Prawosławnego i jego podległości Patriarchatowi Konstantynopola została rozstrzygnięta dopiero po normalizacji stosunków radziecko-fińskich. Jesienią 1945, po spotkaniu z metropolitą leninigradzkim Grzegorzem hierarcha przystał na zwołanie soboru Fińskiego Kościoła Prawosławnego w celu rozważenia ewentualnego powrotu w jurysdykcję rosyjską. Arcybiskup w kolejnych listach do patriarchy wyraził jednak obawę, że Kościół prawosławny w Finlandii zostanie zrusyfikowany, prosił także o prawo zachowania w Finlandii kalendarza nowojuliańskiego („nowego stylu”). Patriarcha Aleksy twierdził, że niebezpieczeństwo rusyfikacji nie istnieje, natomiast nowy styl może obowiązywać w odniesieniu do wszystkich świąt poza Paschą. Arcybiskup ostatecznie odmówił przyjazdu do Moskwy w celu dalszych rozmów o statusie kierowanego przez siebie Kościoła, zaś w 1947 zadeklarował, że powrót w jurysdykcję Patriarchatu Moskiewskiego nie wchodzi w grę. W 1950 sobór Fińskiego Kościoła Prawosławnego kierowany przez Hermana nie rozstrzygnął tej kwestii, odkładając ją do kolejnego soboru, jaki miał odbyć się w 1955. W wymienionym roku podjęto decyzję o zachowaniu dotychczasowej jurysdykcji. Patriarchat Moskiewski ostatecznie zaakceptował takie rozwiązanie w 1957. W roku tym metropolita kruticki i kołomieński Mikołaj i arcybiskup Herman podpisali stosowne porozumienie.
W 1960 odszedł w stan spoczynku w związku z pogorszeniem się stanu zdrowia. Zmarł w roku następnym i został pochowany na cmentarzu miejskim w Kuopio.